# 拉绥乡
拉绥乡，是中华人民共和国西藏自治区山南市加查县下辖的一个乡镇级行政单位。

## 行政区划
拉绥乡下辖以下地区：
拉索村、叶云村、拉绥村、昂达村、滚追巴村、苏夏村、巧巴村、岗巴村和玛罗村。